# Saftdruckstreuer

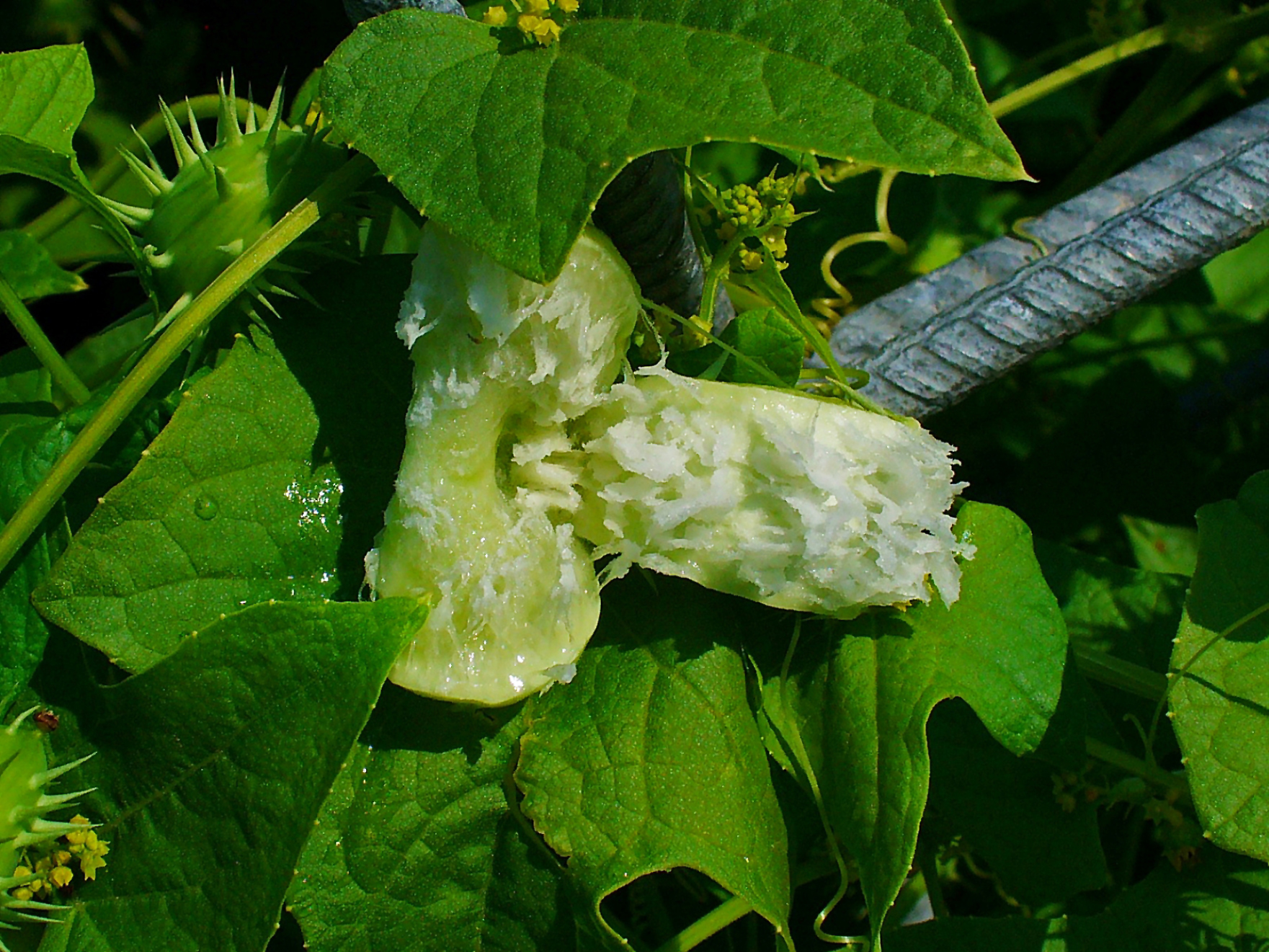
Ausgelöste Frucht der Explodiergurke

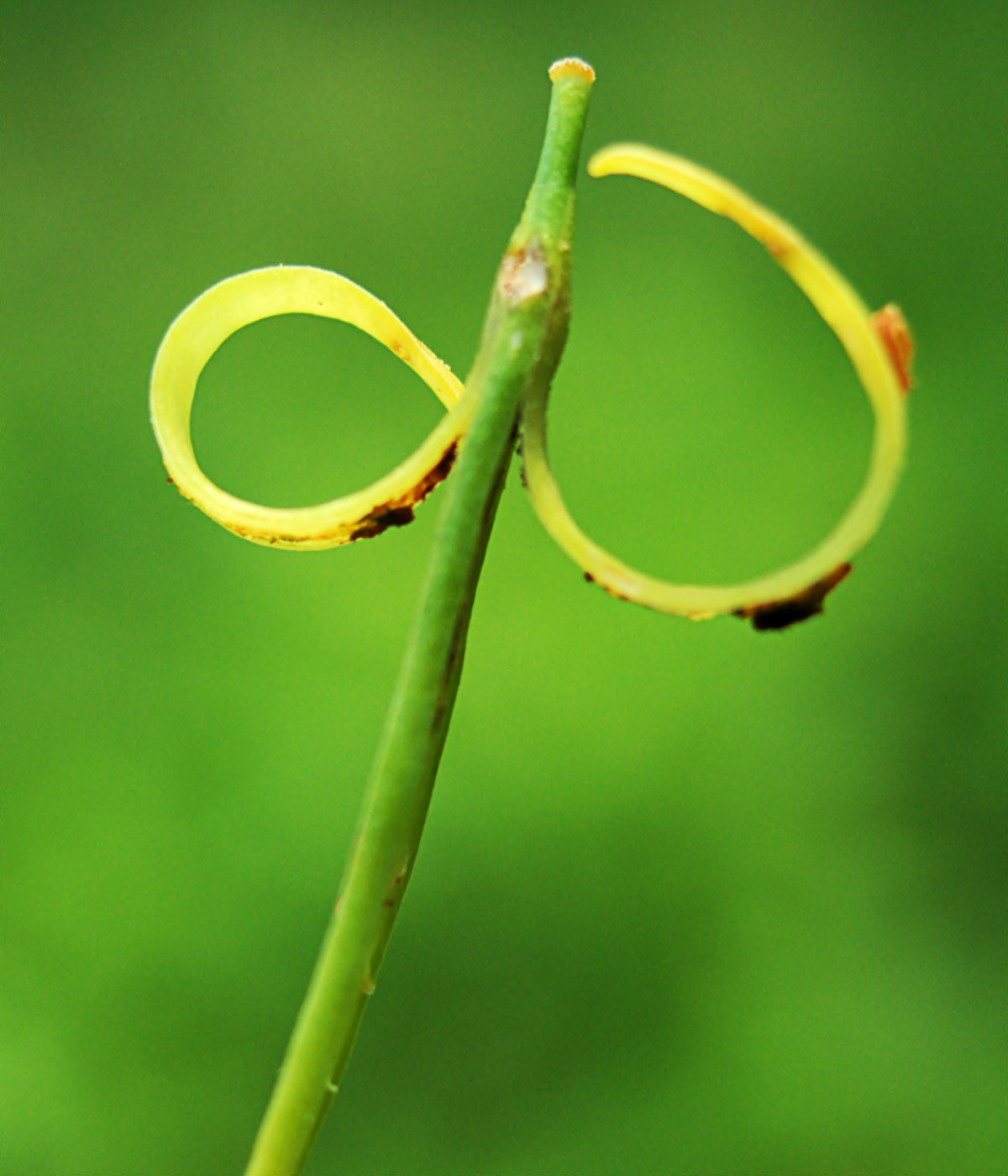
Aufgeplatzte Schote des Wiesenschaumkrautes

Als Saftdruckstreuer oder auch Hygroballochoren bezeichnet man die Pflanzen, die sich eines besonderen Mechanismus bedienen, den Samen ihrer Früchte zu verbreiten.
Reifen die Früchte von Saftdruckstreuern, dann kommt es zu einem Ansteigen des Zellsaftdruckes und damit zu einem Anschwellen der Wände der Frucht. Ist ein bestimmter Druck überschritten, reißen die Wände der Frucht plötzlich auf. Durch die dabei freigesetzte Energie wird der Samen weit verstreut. Während es in der europäischen Flora viele Austrocknungsstreuer gibt, sind Saftdruckstreuer selten. Zu den bekannteren Pflanzenarten, die sich eines solchen Mechanismus bedienen, gehören die Springkräuter, die zur Mittelmeerflora zählende Spritzgurke, die Explodiergurke sowie das Wiesenschaumkraut.
Diese Form der Verbreitung ist eine Unterform der sogenannten Ballochorie, der Ausbreitung von Pflanzensamen durch Schleudermechanismen.